# Stavrokónnou
Stavrokónnou är en ort i Cypern.   Den ligger i distriktet Eparchía Páfou, i den sydvästra delen av landet, 80 km sydväst om huvudstaden Nicosia. Stavrokónnou ligger 454 meter över havet och antalet invånare är 106. Den ligger på ön Cypern.
Terrängen runt Stavrokónnou är kuperad.Trakten runt Stavrokónnou är mycket glesbefolkad, med 6 invånare per kvadratkilometer. Närmaste större samhälle är Pafos, 17,7 km väster om Stavrokónnou. Trakten runt Stavrokónnou består till största delen av jordbruksmark.